# Joygel Grande
Joygel Grande är en ort i Mexiko.   Den ligger i kommunen Zinacantán och delstaten Chiapas, i den sydöstra delen av landet, 700 km öster om huvudstaden Mexico City. Joygel Grande ligger 1 974 meter över havet och antalet invånare är 358.
Terrängen runt Joygel Grande är kuperad norrut, men söderut är den bergig. Runt Joygel Grande är det ganska tätbefolkat, med 54 invånare per kvadratkilometer. Närmaste större samhälle är San Cristóbal de las Casas, 18,9 km öster om Joygel Grande. I omgivningarna runt Joygel Grande växer huvudsakligen savannskog.